# Battaglia del fiume Linth
La battaglia della Linth fu uno scontro avvenuto tra il 25 ed il 26 settembre 1799 nel contesto della guerra della Seconda coalizione e vide affrontarsi le forze dei generali Soult e Molitor contro le armate austro-russe dei generali von Hotze e Jelačić.
La prematura morte di von Hotze disorientò le truppe della coalizione, permettendo ai francesi di strappare una rapida vittoria. Il contemporaneo trionfo di Massena a Zurigo costrinse i resti delle forze austro-russe a riunirsi e a ritirarsi oltre al Reno.

## Antefatti

### Il piano degli alleati
Nell'estate del 1799, gli strateghi alleati commisero quello che si rivelò un errore strategico colossale. William Grenville, Segretario di Stato britannico per gli Affari esteri e del Commonwealth sotto il primo ministro William Pitt il Giovane, elaborò un piano in base al quale Korsakov e 45000 russi sarebbero stati raggiunti in Svizzera da Suvorov con 20000 russi in marcia verso nord dall'Italia. Suvorov avrebbe assunto il comando dell'esercito congiunto e avrebbe scacciato l'esercito francese di Massena dalla Svizzera occidentale. Successivamente, Suvorov si sarebbe spinto nella Franca Contea, una zona della Francia difesa solo da poche fortezze di frontiera. Nel frattempo, l'arciduca Carlo si sarebbe spostato a nord, in Germania, lasciando 18000 austriaci al comando di Hotze a collaborare con i russi. Carlo e 60000 soldati avrebbero attaccato attraverso il Basso Reno, dalla Germania meridionale alla Francia. Allo stesso tempo, sulla costa del Mare del Nord, un esercito anglo-russo avrebbe invaso la Repubblica Batava, uno stato satellite della Francia. Il piano venne spedito l'8 giugno allo zar Paolo I di Russia, che gli diede la sua benedizione. L'imperatore Francesco e il suo ministro degli esteri Johann von Thugut approvarono il piano, inviato loro dalla corte russa, anche perché era una buona scusa per allontanare Suvorov dall'Italia. Questi erano i primi segnali che le potenze coinvolte non miravano ad un progetto comune e che presto altre fratture si sarebbero manifestate all'interno della coalizione.
Il nuovo piano, comunicato nella prima metà di agosto agli ufficiali, non suscitò reazioni positive da parte dei comandanti coinvolti. L'arciduca Carlo espresse profonde e fondate preoccupazioni riguardo ai russi, ritenendo inopportuno allontanarsi dalla Svizzera e lasciare da sole le armate di Korsakov. Il generale russo fece anche notare che le stime sul numero dei suoi uomini fossero errate, siccome erano 28000 e non 45000. In seguito, nemmeno Suvorov si dimostrò entusiasta all'idea di dover marciare in Svizzera. William Wickham, un agente britannico, sperava di radunare 20000 truppe svizzere per compensare ma riuscì a recuperarne solo 2000. L'esercito di Condé, composto da 6000 realisti francesi, stava marciando dalla Russia ma non sarebbe arrivato nella Germania meridionale prima del 1º ottobre. La situazione peggiorò ulteriormente perché von Hotze sottovalutò le forze di Massena, valutandole in 60000 uomini quando in realtà erano 76000.
Il 15 agosto 1799, Suvorov e l'esercito austro-russo ottennero un'importante vittoria sui francesi a Novi. Il russo voleva inseguire l'esercito di Moreau e cacciarlo dall'Italia, ma gli austriaci lo fermarono. Il 25 agosto Suvorov ricevette una lettera dall'imperatore Francesco, in cui gli veniva comunicato che avrebbe dovuto portare il suo esercito in Svizzera. Suvorov chiese una proroga di due mesi, ma l'imperatore austriaco ordinò una marcia immediata. Inoltre, Thugut insistette affinché Carlo ritirasse immediatamente il suo esercito dalla Svizzera. Con queste disposizioni, il fallimento della strategia alleata si ridusse ad una mera questione di pessimo tempismo: Carlo lasciò la Svizzera troppo presto e Suvorov arrivò in Svizzera troppo tardi, lasciando Korsakov e von Hotze in una posizione pericolosa per affrontare l'esercito francese di Massena da soli.

### Operazioni

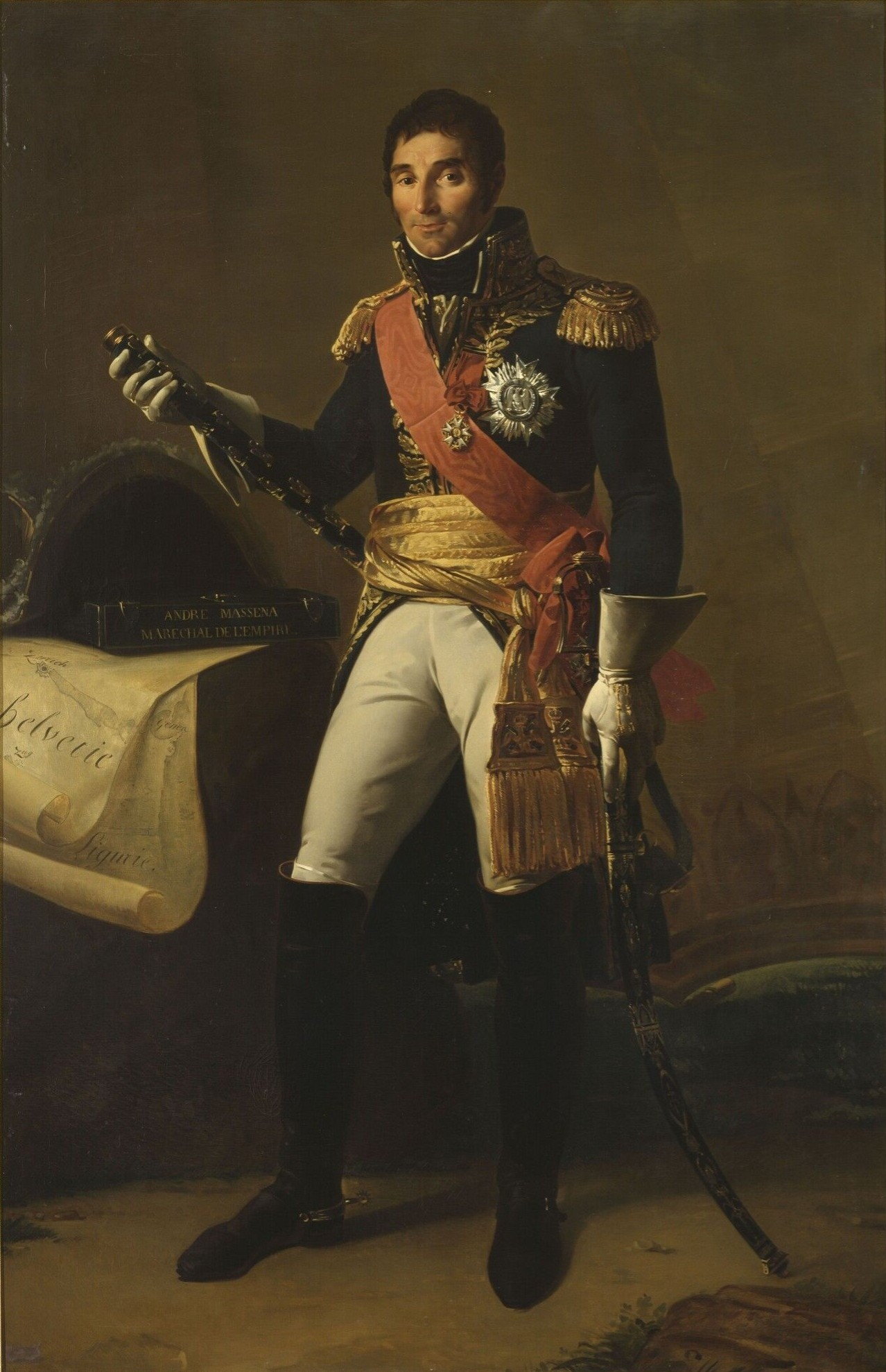
Andrea Massena

Dopo la partenza dell'esercito dell'arciduca Carlo, l'esercito russo di Korsakov, composto da 26000 uomini, mantenne la linea dei fiumi Limmat e Aare da Zurigo a nord-ovest fino al fiume Reno. La sponda settentrionale del lago di Zurigo era difesa da 2500 soldati austriaci e ribelli svizzeri al comando del vice maresciallo Alessandro di Württemberg, da 2000 russi e da un piccolo squadrone di navi al comando del colonnello James Ernest Williams. Dei 18000 soldati sotto il suo comando, von Hotze guidò personalmente gli 8000 soldati che tenevano la Linth tra il lago di Zurigo a ovest e il lago di Walenstadt a est. I restanti 10000 austriaci appartenevano alla divisione del vicemaresciallo Friedrich von Linkin. Di questi, il maggiore generale Franjo Jelačić comandava 4500 soldati a Sargans, mentre Linkin controllava i 5500 soldati nella valle del Reno anteriore. La brigata di 2000 uomini del generale maggiore Franz Xaver von Auffenberg fu incaricata di collaborare con Suvorov, mentre Linkin dirigeva personalmente la brigata di 3500 uomini del generale maggiore Joseph Anton von Simbschen. Anche i 4570 austriaci del colonnello Gottfried von Strauch ricevettero l'ordine di sostenere Suvorov. La brigata di Strauch, che non faceva parte del comando di von Hotze, fece rapporto al vicemaresciallo Karl Joseph Hadik von Futak dell'esercito d'Italia.

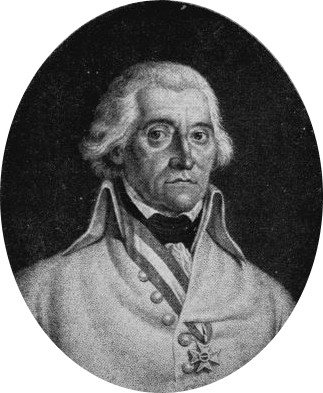
Friedrich von Hotze

Il corpo principale dell'esercito di Massena contava 34000 uomini, suddivisi nelle divisioni Klein, Lorge, Ménard, Mortier e Humbert. Il corpo principale affrontò Korsakov da Zurigo, lungo i fiumi Limmat e Aare, fino al Reno. I 9700 soldati di Chabran sorvegliavano il Reno a ovest fino a Basilea . I 9600 uomini di Turreau occuparono il Canton Vallese nell'estremo sud-ovest, mentre i 2500 soldati di Montchoisy presidiarono alcune posizioni nelle retrovie. Lecourbe aveva 11800 soldati nella sua divisione. Il generale Gudin sorvegliava il passo del San Gottardo, mentre il generale Loison controllava l'alta valle del fiume Reuss. I 12700 uomini di Soult avrebbero affrontato von Hotze lungo la Linth, tra il lago di Zurigo e il lago di Walenstadt. Le truppe del generale Molitor erano sulla destra di Soult a difesa dell'alta Linth. La brigata di Molitor apparteneva alla divisione di Lecourbe, sebbene fosse ben a est di Gudin e Loison. Era composta da 2599 uomini.
La linea tenuta da Soult e Molitor costituiva un saliente vulnerabile nelle difese francesi. Questa posizione sarebbe stata attaccata da Linkin, i cui austriaci si sarebbero spostati a nord attraverso le montagne dal Reno anteriore nella valle del Sernft per supportare von Hotze. Jelačić avrebbe marciato verso ovest lungo la riva meridionale del lago di Walenstadt per aggirare le posizioni francesi sulla Linth. Aiutato dalla manovra di svolta di Jelačić, von Hotze sarebbe riuscito a sfondare le posizioni francesi sulla Linth e ad avanzare lungo la sponda occidentale del lago di Zurigo. Una volta che le forze di Hotze fossero arrivate nei pressi di Zurigo, Korsakov avrebbe attaccato il corpo principale di Massena.
Nel frattempo, qualche centinaio di chilometri più a sud, Suvorov scelse il passo del San Gottardo come punto di ingresso in Svizzera, sebbene fosse troppo accidentato per i veicoli a ruote. Fu assistito dalla brigata di Auffenberg che avrebbe marciato da Disentis ad Amsteg nell'alta valle della Reuss. La colonna principale di Suvorov era equipaggiata con 25 cannoni da montagna piemontesi da 2 libbre. Il resto dell'artiglieria di Suvorov fu inviato attraverso il passo dello Spluga.
Massena venne a sapere da una spia che Korsakov intendeva attaccarlo il 26 settembre 1799. Pertanto, decise di attaccare la posizione di Korsakov a Zurigo il giorno prima. Il comandante in capo francese non aveva idea che Suvorov stesse avanzando dall'Italia verso la Svizzera. Alle 5 del mattino del 25 settembre iniziò la seconda battaglia di Zurigo con un assalto all'attraversamento della Limmat a Dietikon. Korsakov fu completamente surclassato e i russi terminarono la giornata entro le mura di Zurigo. Il giorno dopo, l'esercito di Korsakov abbandonò la posizione e marciò verso nord, verso Eglisau sul Reno, perdendo la sua carovana e gran parte della sua artiglieria. Nel frattempo, le truppe di Lecourbe furono sconfitte da Suvorov il 24 settembre nella battaglia del passo del San Gottardo.

## La battaglia

### Fiume Linth

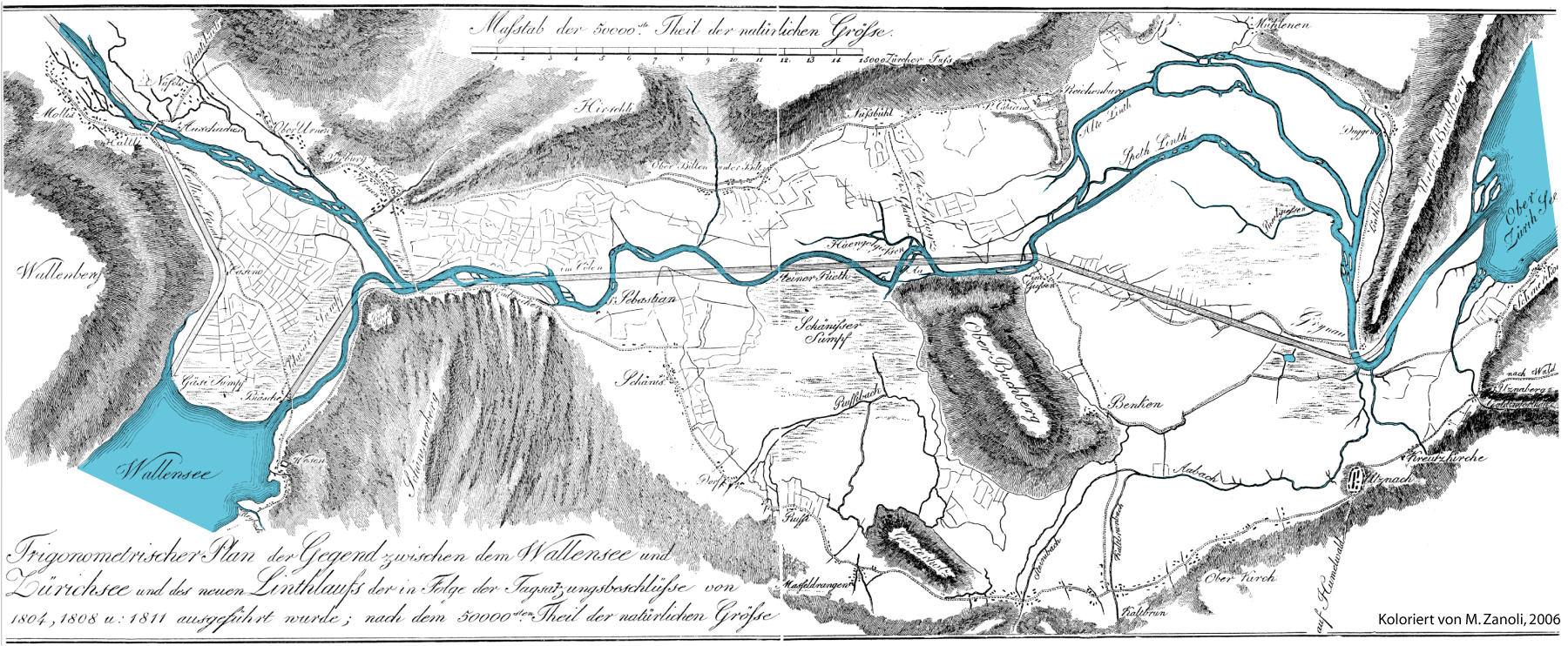
Mappa del fiume Linth prima della sua canalizzazione nel 1811.

Le due brigate di Soult erano guidate dai generali di brigata Joseph Antoine Marie Mainoni e Anne Gilbert de Laval. Mainoni diresse la 36ª e la 44ª semibrigate di fanteria di linea, mentre Laval comandava la 25ª fanteria leggera e la 94ª fanteria di linea. Il 10º Reggimento di cacciatori a cavallo era la cavalleria della divisione. La brigata di Molitor era composta dall'84º reggimento di fanteria di linea. I subordinati di von Hotze erano Petrasch, che difendeva la Linth tra Uznach e Weesen, e Württemberg, che controllava la sponda settentrionale del lago di Zurigo. La divisione austriaca di Petrasch comprendeva tre battaglioni ciascuno dei reggimenti di fanteria Gemmingen Nr. 21, Bender Nr. 41 e Stain Nr. 50, due battaglioni del reggimento di fanteria Nr. 60 e 10 squadroni del reggimento ussari Grenz. Württemberg diresse sei squadroni del reggimento dragoni Waldeck n. 7 e i battaglioni svizzeri Rovéréa e Bachmann. Williams comandava 19 imbarcazioni armate con 13 cannoni e con un equipaggio di 211 uomini. A Rapperswil sul lago di Zurigo c'erano due battaglioni russi del reggimento di fanteria Razumovsky sotto il comando del generale maggiore Vasily Titov.

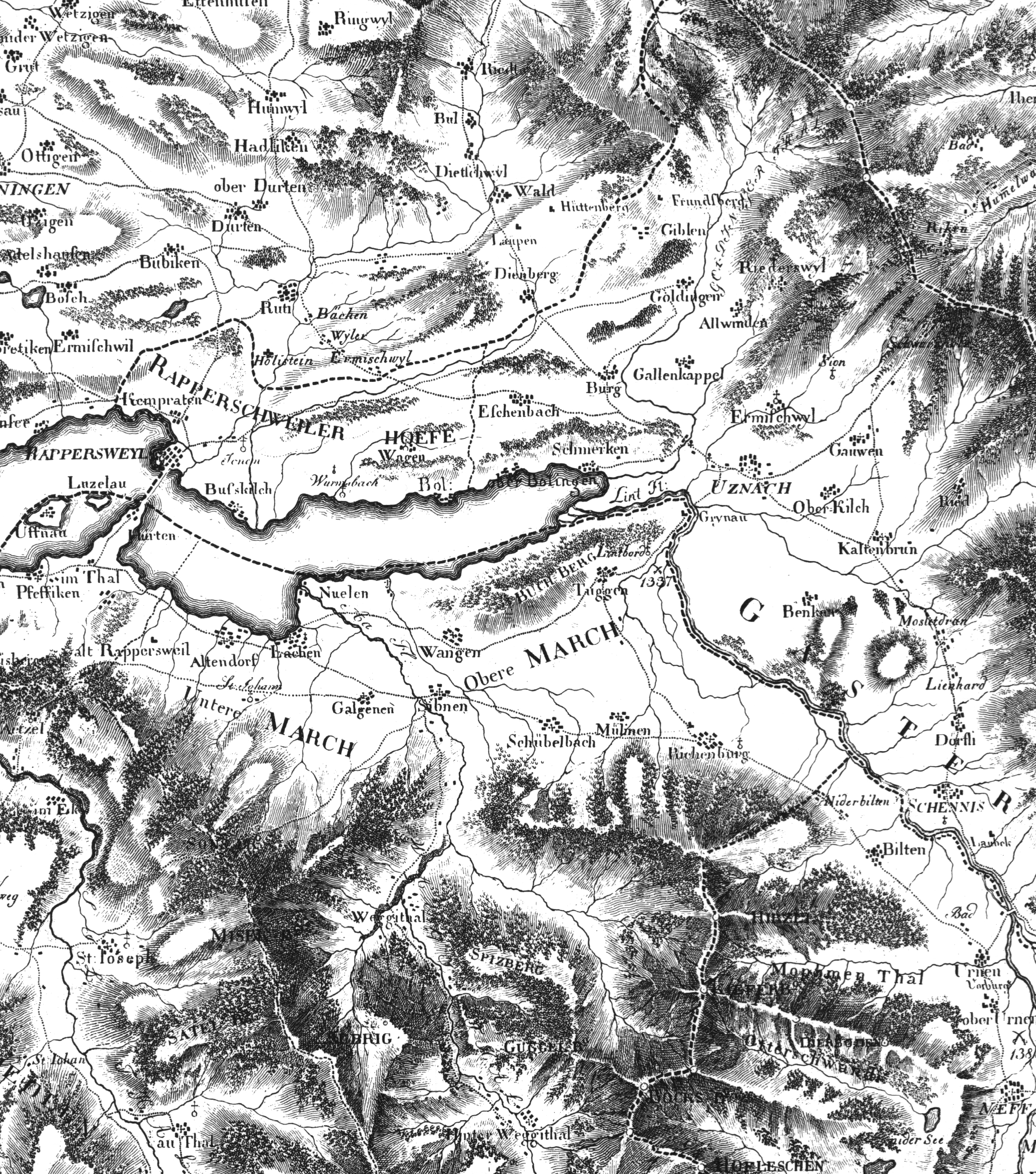
Mappa del 1796 del lago di Zurigo e del fiume Linth.

La Linth aveva due guadi presso Bilten e Schänis e ponti presso il castello di Grynau e la Tuilerie, una fabbrica di mattoni. Nei dieci giorni precedenti l'attacco, Soult indossò l'uniforme di soldato semplice e trascorse un'ora di servizio di sentinella in un diverso avamposto ogni giorno, osservando attentamente le posizioni austriache. Mentre gli austriaci sparavano a tutti i soldati che si avvicinavano alle rive della Linth, lasciarono in pace le sentinelle. Il 22 settembre, l'aiutante generale Jean-Pierre Dellard del 36° reggimento di linea si avvicinò a Soult e gli disse che sospettava che una battaglia fosse imminente. Presentò un piano per impiegare dei nuotatori in vista di un attraversamento d'assalto e Soult lo adottò. Soult progettò di attraversare a Bilten, preceduto dai nuotatori di Dellard, e a Grynau. Requisì anche alcune imbarcazioni che sperava potessero sfidare il piccolo squadrone di Williams. Per limitare i movimenti dello squadrone austriaco sul lago di Zurigo, di fronte a Rapperswil venne costruita una batteria di artiglieria.

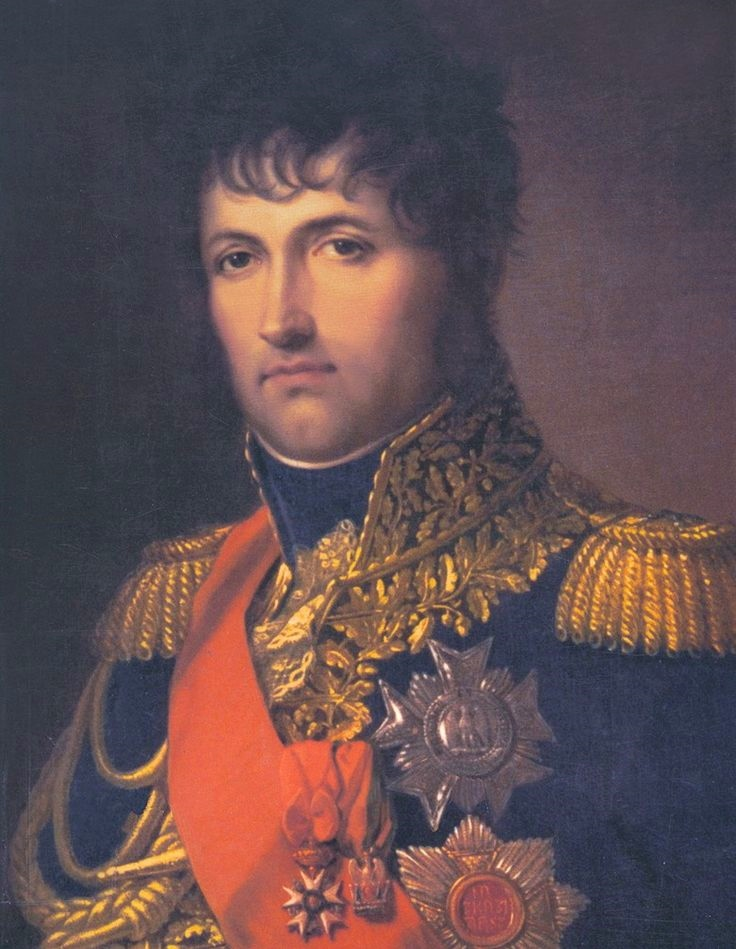
Nicolas Jean-de-Dieu Soult

Nella notte del 24 settembre, 2000 soldati portarono con sè delle fascine che usarono per creare un sentiero di circa 300 metri attraverso la palude presso Bilten. Il sentiero venne poi coperto con travi di legno, in modo da poter trasportare il materiale necessario alla costruzione del ponte. Quella notte Dellard e 150 nuotatori si avvicinarono al fiume, indossando solo le loro camicie e con i pantaloni legati intorno alle caviglie. Alle 2:30 del mattino si infilarono nella Linth. Ogni uomo aveva una pistola e delle cartucce legate alla testa con un fazzoletto, una lancia legata alla spalla sinistra e una sciabola in bocca. C'erano anche dieci tamburini e quattro trombettieri. Alcuni uomini tornarono indietro e altri annegarono, tra cui un suonatore di tamburo che si riempì d'acqua trascinandolo a terra. Alcune sentinelle austriache vennero inviate con le sciabole e il gruppo si lanciò nella marcia per sbaragliare un avamposto vicino. Dellard diede il segnale alle barche di attraversare il fiume, poi guidò il suo gruppo all'attacco di un accampamento austriaco, mentre i musicisti suonavano tamburi e trombe, e gli altri sparavano con le pistole. Alcuni nemici, probabilmente svizzeri o alsaziani, si fecero avanti, gridando in tedesco: "Salvate voi stessi. Siamo stati traditi", mentre dietro di loro, i francesi attraversarono il fiume su barche e zattere.
Una fitta nebbia favorì l'attacco di Soult anche presso il casello di Grynau. Alcune barche vennero utilizzate per traghettare alcuni soldati attraverso il lago di Zurigo fino a Schmerikon. Von Hotze venne svegliato alle 4 del mattino dal fuoco dei cannoni. Cavalcò dal suo quartier generale a Kaltbrunn fino a Schänis, dove trovò le sue truppe che si difendevano strenuamente. Quando venne a conoscenza dei disordini a Weesen, si diresse verso il lago di Walenstadt per indagare. Durante il tragitto, von Hotze si imbatté in due battaglioni francesi dentro una foresta e fu ucciso a colpi di arma da fuoco, insieme al suo capo di stato maggiore, il colonnello Plunket. Petrasch assunse il comando, ma fece arrivare i rinforzi troppo lentamente. Quando questi giunsero sul posto, l'artiglieria francese era già dall'altra parte del fiume e aveva respinto i contrattacchi austriaci. Si combatté strenuamente finché l'ultimo attacco austriaco fallì, terminando con la cattura dei soldati imperiali coinvolti. Nel frattempo, la flotta improvvisata di Soult attaccò Rapperswil. Petrasch ordinò ai russi e agli svizzeri di ritirarsi a San Gallo, mentre gli austriaci si ritirarono prima a Lichtensteig e poi a Rheineck. A San Gallo, i russi si diressero verso nord-ovest verso Costanza mentre gli svizzeri marciarono verso nord-est verso Rheineck all'estremità sud-orientale del lago di Costanza.
Una parte della divisione di Petrasch rimase intrappolata a Weesen e fu costretta ad arrendersi. Soult affermò di aver catturato 3500 uomini, 25 cannoni, quattro bandiere e la flottiglia di Williams. A Rapperswil, i francesi sequestrarono anche un deposito di rifornimenti destinati all'esercito di Suvorov. Un'altra fonte ha stimato le perdite francesi in 1 100 tra morti, feriti e dispersi, mentre gli alleati persero 3 500 prigionieri, 20 cannoni, 33 riservette di munizioni e la bandiera del 2º battaglione del reggimento Bender. I russi segnalarono 95 morti e 39 dispersi.

### Mollis e Glarona

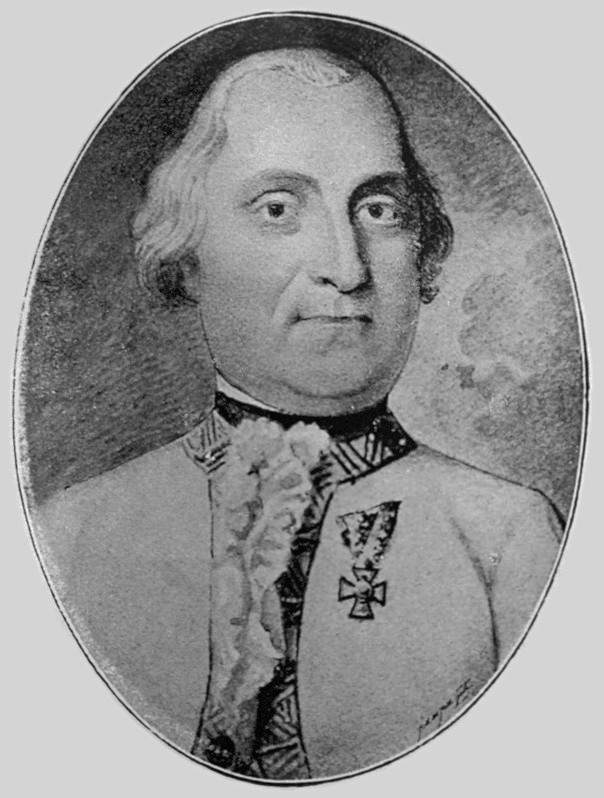
Franjo Jelačić

Il 24 settembre Jelačić marciò da Sargans verso nord-ovest fino al lago di Walenstadt e poi verso ovest lungo la sua sponda meridionale fino a Mollis. Il giorno seguente attaccò la brigata di Molitor. Fu lo stesso giorno in cui Soult e von Hotze combatterono sul basso Linth. Jelačić arrivò nella retroguardia destra di Soult, ma non fu in grado di sloggiare i difensori di Molitor dalle loro posizioni lungo l'alto Linth. Oltre a tre battaglioni dell'84º Reggimento di linea, le forze di Molitor comprendevano tre battaglioni del 76º Reggimento di linea. Jelačić comandò un battaglione del 1º reggimento di fanteria Kaiser, due battaglioni del 20º reggimento di fanteria Kaunitz, il 1º battaglione di fanteria leggera Strozzi, il 2º , 3º e 4º battaglione del 9º reggimento di fanteria Grenz Peterwardeiner, il 1º battaglione del 7º reggimento di fanteria Grenz Broder e tre squadroni del 5° reggimento di dragoni Modena. La brigata di Simbschen, sotto Linkin, era composta da due battaglioni del 1º reggimento di fanteria Kaiser, e un battaglione ciascuno del 20º reggimento di fanteria Kaunitz, del 62º reggimento di fanteria e del 9º reggimento di fanteria Grenz Peterwardeiner.

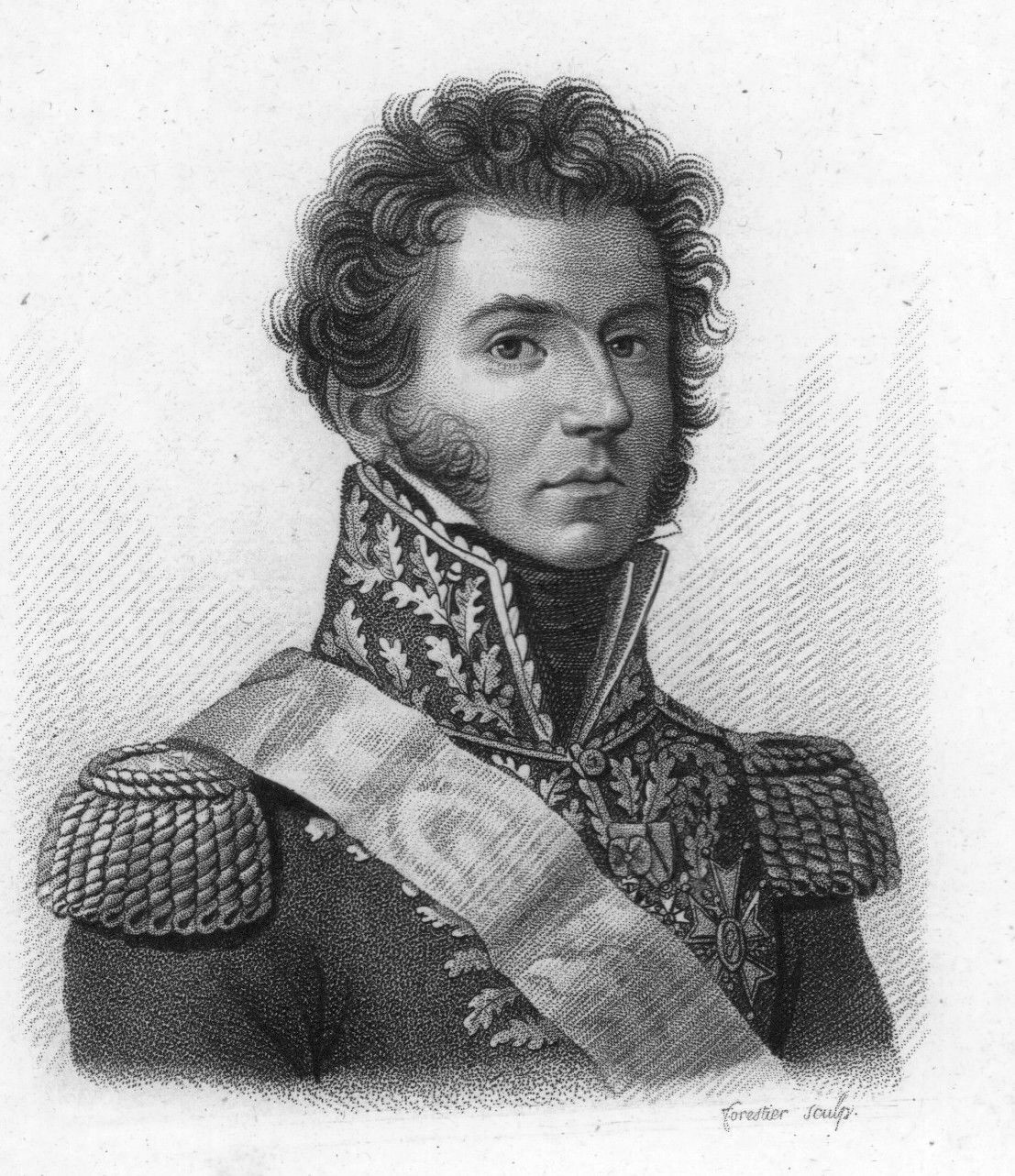
Gabriele Molitor

Il 25 settembre le truppe di Linkin attraversarono i passi Panix, Segnas e Kisten. Quando le sue truppe scesero nella valle del Sernft, sorpresero due battaglioni del 76º reggimento di fanteria di linea. Linkin inflisse un duro colpo ai repubblicani quando 1 300 soldati francesi si arresero in massa a Wichlen. Secondo un'altra fonte, il numero dei soldati francesi catturati era di 900, anche se si nota che sia il 1° che il 2º battaglione del 76° persero i loro colori. Il 26 settembre le forze di Linkin conquistarono Schwanden e respinsero il 3º battaglione dell'84º reggimento di linea oltre Glarona. Soult inviò il 1° e il 3° battaglione della 44a linea a Molitor come rinforzi. Molitor contrattaccò lo stesso giorno, dopo aver appreso della vittoria di Soult. Jelačić iniziò a ritirarsi alle ore 14:00 verso Walenstadt. Jelačić si ritirò presto a Maienfeld, nella valle del Reno. Perse 500 uomini catturati. Non si conoscono altre vittime francesi e austriache.
L'attacco di Molitor fu rinnovato anche il 27 settembre ma fu respinto. Più tardi, quello stesso giorno, Linkin contrattaccò ma non riuscì a catturare Glarus. Il giorno dopo ricevette un messaggio fuorviante da un ufficiale austriaco secondo cui Suvorov si stava dirigendo verso ovest, in direzione di Svitto. Il 29 settembre Molitor attaccò con cinque battaglioni. Gli austriaci stavano mantenendo la posizione quando a metà mattina giunse un nuovo messaggio per Linkin. Un infiltrato francese tra le file alleate affermò falsamente che la Muota era in mani francesi. Poiché non aveva più avuto notizie di von Hotze o Suvorov, Linkin ordinò la ritirata e le sue truppe tornarono sui loro passi risalendo la valle del Sernft e oltrepassando le montagne fino alla valle del Reno. Molitor non fu in grado di inseguirlo perché ricevette la segnalazione di una colonna nemica che stava arrivando alle sue spalle attraverso il passo di Pragel. Era la brigata di Auffenberg, che costituiva l'avanguardia dell'esercito di Suvorov. e le truppe di Molitor si affrettarono a combatterla.
Il 26 settembre Massena lesse il rapporto di Lecourbe secondo cui l'esercito di Suvorov aveva conquistato il passo del San Gottardo e presto sarebbe giunto ad Altdorf. Mandò la divisione di Mortier a marciare verso sud verso Svitto e ordinò alla divisione di Soult di bloccare la valle del Linth vicino a Schänis. I francesi erano ora in grado di intrappolare l'esercito di Suvorov tra Svitto e Glarona.

## Conseguenze

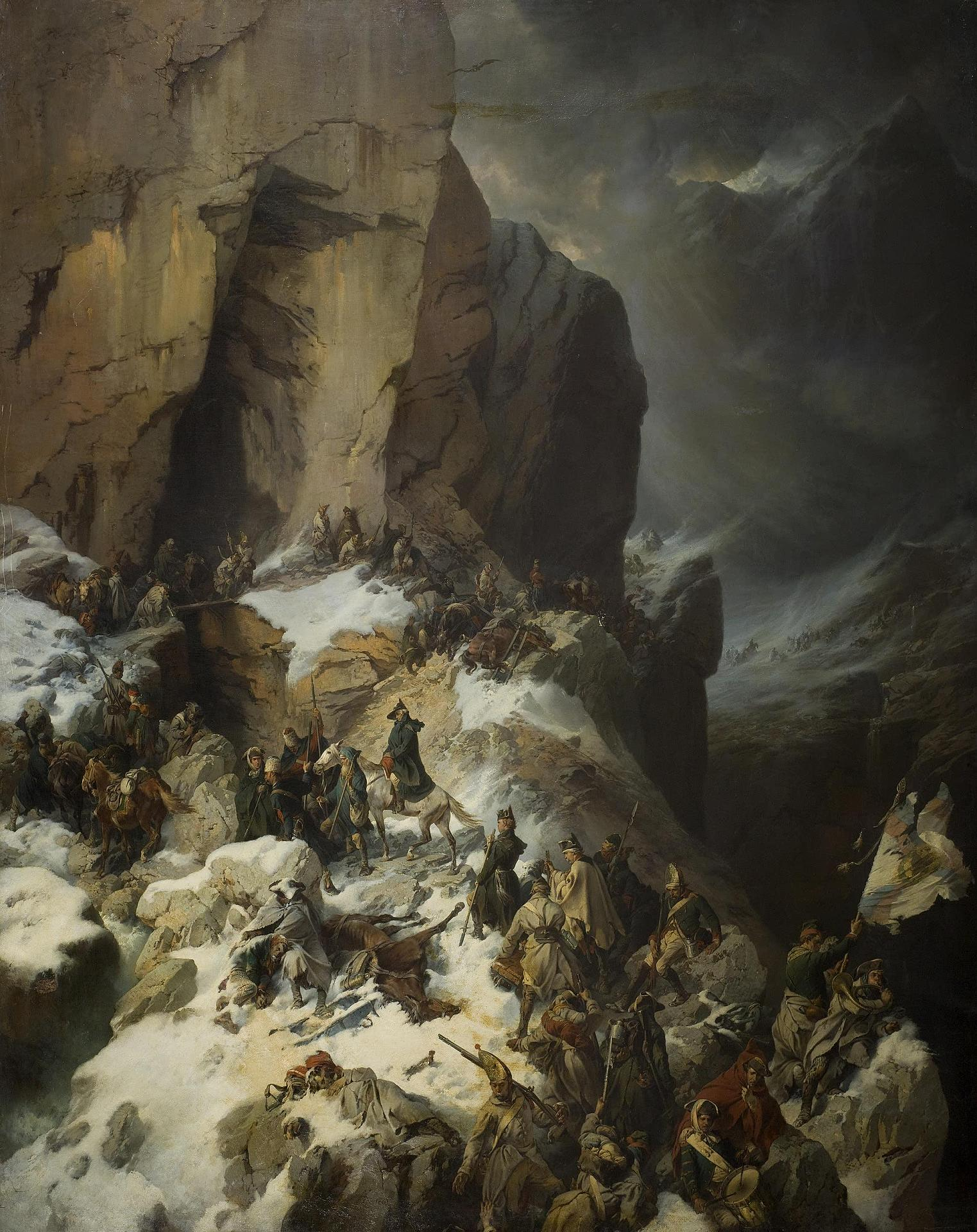
I soldati di Suvorov durante la loro marcia tra le Alpi svizzere

Assieme alla battaglia di Zurigo, avvenuta in contemporanea a non molti chilometri di distanza, la battaglia della Linth segnò il punto di svolta per quanto riguarda le operazioni francesi in Svizzera. L'arciduca Carlo si era allontanato in precedenza e Korsakov era stato sonoramente sconfitto, lasciando solo Suvorov, in arrivo dall'Italia, ad affrontare un esercito molto più numeroso, preparato in un territorio ostile e pericoloso.
Dopo vari scontri con i francesi la situazione dei russi si rivelò parecchio complicata. Non potendo competere con le forze di Massena, Suvorov decise di trasformare la sua avventura svizzera da una campagna militare in piena regola ad una fuga, quasi disperata, prima che i suoi uomini venissero sconfitti e distrutti dai francesi o congelati dal rigido clima dell'inverno alpino. Con una rocamblesca marcia tra le montagne della Svizzera, che li vide perdere tutta l'artiglieria e buona parte dei propri bagagli, i russi riuscirono a raggiungere la Germania meridionale prima dell'arrivo dell'inverno e a ricongiungersi con i loro commilitoni sconfitti a Zurigo e sulla Linth. L'esito disastroso dell'avventura russa in Svizzera convinse lo zar a ritirare i propri uomini dal fronte. Presto, fu trovata l'intesa per la pace con Bonaparte e la Russia uscì definitivamente dal conflitto, lasciando la sola Austria ad affrontare i francesi.